# Storholmen (Fitjar)
Ne doit pas être confondu avec Storholmen ou Storholmen (Bergen).
Storholmen est une île dans le landskap Sunnhordland du comté de Vestland. Elle appartient administrativement à Fitjar.

## Géographie
Rocheuse et couverte d'arbres, à fleur d'eau, elle s'étend sur environ 116 m de longueur pour une largeur approximative de 80 m.  